# Vila Kostka

Vila Kostka é uma grande casa no bairro de Itaici, em Indaiatuba, em São Paulo, no Brasil. Pertence à Companhia de Jesus e é dedicada a retiros e encontros pastorais da Igreja Católica Romana. A casa costuma ser chamada de Itaici (Mosteiro de Itaici) devido ao nome do bairro. A casa abrigou, até maio de 2009, as Assembleias Gerais realizadas anualmente pela Conferência Nacional dos Bispos do Brasil (CNBB).

## História
A casa era inicialmente a sede da Fazenda Taipas, de propriedade de João Tibiriçá, que foi governador da Província de São Paulo. A casa-grande foi construída em torno de 1860. A fazenda foi adquirida pelo Colégio São Luís quando este ainda era sediado em Itu. A antiga sede da fazenda passou a ser ocupada pelos padres jesuítas e irmãos em 1950, e começou a sediar o Noviciado. As obras para a construção do atual complexo iniciaram com a ocupação. A arquitetura foi inspirada na Universidade Federal Rural do Rio de Janeiro. 
Em 1968, a pedido dos bispos de São Paulo, a casa passou a sediar as Assembleias Regionais dos Bispos. Posteriormente, a Assembleia Geral da CNBB passou a ser sediada também no local.
O nome da casa é uma homenagem a Santo Estanislau Kostka, padroeiro dos noviços jesuítas.

## O complexo
O complexo da casa consiste em:
- uma igreja
- oito capelas
- dormitórios
- nove salas para reuniões ou palestras
- uma sala para atendimento
- dois auditórios:
  - Teatro Vieira, com capacidade para 250 pessoas
  - Auditório Rainha dos Apóstolos, com capacidade para 645 pessoas, que abrigou até maio de 2009 as Assembleias Gerais realizadas anualmente pela  CNBB.

## Atividades
A casa mantém uma intensa programação de Exercícios Espirituais Inacianos em diversas modalidades e cursos de formação sobre espiritualidade inaciana, abrigando, até maio de 2009, anualmente, a Assembleia Nacional da CNBB.
A casa também sediava, até 2014, a Semana Santa Jovem, evento em que estudantes de Ensino Médio de colégios jesuítas da Província Brasil Centro-Leste se reúnem para praticar, de forma diferente, os Exercícios Espirituais.

## Ligações Externas
- Mosteiro de Itaici